# Calocalanus antarcticus
Calocalanus antarcticus is een eenoogkreeftjessoort uit de familie van de Paracalanidae. De wetenschappelijke naam van de soort is voor het eerst geldig gepubliceerd in 1978 door Shmeleva.